# 大典寺
大典寺（だいてんじ）は、沖縄県那覇市にある浄土真宗本願寺派の寺院。

## 前史
1609年（万暦37年・慶長14年）の琉球侵攻後、琉球王国は薩摩藩の支配下に入った。宗教政策も1659年（順治16年・万治2年）より薩摩藩のものが適用された。薩摩藩では日本全国共通のキリスト教禁教だけでなく浄土真宗も禁教の対象であった。禁教令以前に琉球に伝来した浄土系宗派は、袋中がもたらした浄土宗であったが、薩摩の侵攻などの混乱もあり教勢は振るわなかった。
琉球に浄土真宗が伝来したことが確認できる最古の記録は、1789年（乾隆54年・寛政元年）に西本願寺第6代能化功存が尼講宛に出した書状である。以降、浄土真宗の門徒は増えていき、それに伴い摘発事件が相次いだ。1879年（明治12年）に禁教令は正式に撤廃された。

## 歴史
1910年（明治43年）、菅深明によって開山された。当初は「布教所」での出発であった。1912年（明治45年）、布教所内に「沖縄感化院」を設置し、非行少年の教化を図った。1918年（大正7年）に現在地に移転し、「大典寺」に改称した。この年に沖縄家政女学校（後に積徳高等女学校）が開校している。

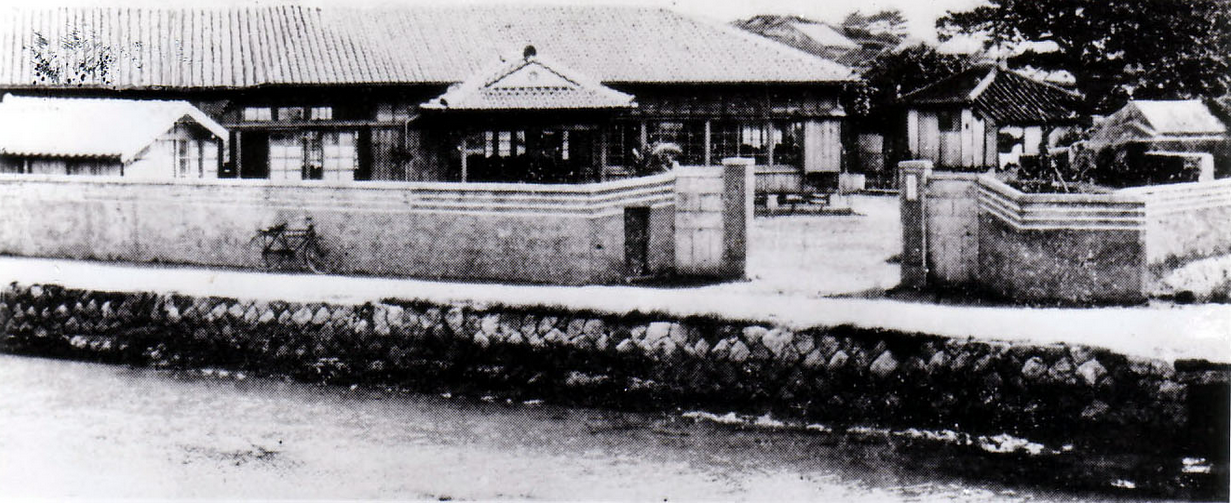
沖縄私立家政高等女学校（積徳高等女学校）

1944年（昭和19年）の十・十空襲の那覇空襲で壊滅的打撃を受けた。積徳高等女学校とその寄宿舎も焼失、また積徳高等女学校から25名の女子生徒 が沖縄戦で学徒兵として動員され、本願寺の下り藤紋にちなんで「ふじ学徒隊」と呼ばれた。25名のうち3名が亡くなり、また学校は廃校となった。沖縄戦全体では積徳高等女学校の生徒49人と職員５人が亡くなり、2000年には境内に積徳高等女学校慰霊之碑が建立された。
戦後しばらく那覇市は米軍に占領され、大典寺跡に沖縄民政府工務部（後の琉球政府建設局、現在の沖縄県土木建築部）の事務所が置かれた。そのため、工務部のことを「大典寺民政府」と呼んていた。工務部長は松岡政保で、後に琉球政府第4代行政主席となる人物である。
1960年に寺院が再建された。翌年に浄土真宗本願寺派の「沖縄開教事務所」が当寺に置かれている。

## 交通アクセス
- 県庁前駅より徒歩5分。

## 参考項目
浄土真宗 > 本願寺派
沖縄戦 > 沖縄の学徒兵 > 積徳高等女学校 (ふじ学徒隊)